# قشلاق بختيار (شاهين دج)
قشلاق‌ بختيار هي قرية في مقاطعة شاهين دج، إيران. عدد سكان هذه القرية هو 420 في سنة 2006.